# 乙白さやか
乙白 さやか（おとしろ さやか、2001年2月3日 - ）は、日本の元AV女優。Bstar所属だった。熊本県出身。

## 略歴
2020年5月、エスワン専属女優としてAVデビュー。
2021年8月、映画『義父と未亡人 一夜だけの秘め事』で映画初出演、初主演を務める。
2022年2月13日、AV引退を発表。楽しさの反面、自信を徐々に失ってしまったことを理由として挙げている。3月5日のオフ会をもって表立った活動から退く予定だったが、前日に体調不良のため中止となっている。

## 人物
- 中学生の時に見ていた『闇金ウシジマくん』のドラマに何人も出演していたAV女優に興味が湧いてAV女優とAVが好きになり、18歳になったら直ぐにAVショップやレンタルビデオ店のアダルトコーナーの暖簾の向こう側に行こうと決めていたほど好きだった[7]。ちなみに初めて買ったAVは坂道みるの作品[7]。
- 男性と付き合ったことがない[7]。初体験はAV作品でデビュー作で処女を卒業した[7]。
- 憧れからAV女優となった。ただ、デビューする数カ月前までは全く思っていなかったが、ふとやってみようと思ったと話している[7]。

## 出演作品

### アダルトDVD

#### 2020年
- 新人NO.1STYLE 乙白さやか AVデビュー（5月16日、S1 NO.1 STYLE）
- 19歳・乙白さやか めちゃイキ!初体験3本番スペシャル（6月14日、S1 NO.1 STYLE）
- 交わる体液、濃密セックス 完全ノーカットスペシャル（7月19日、S1 NO.1 STYLE）
- 激イキ208回!痙攣5008回!イキ潮8698㏄! スレンダー美少女 エロス覚醒 はじめての大・痙・攣スペシャル（9月19日、S1 NO.1 STYLE）[8]
- 妹の無自覚なパンチラを見続けて3年目、遂に一線を越えた僕。（10月19日、S1 NO.1 STYLE）
- 失禁・潮吹き・ハメ潮スプラッシュ 巨根ピストンでおしっこ解禁 人生初!大大大洪水オーガズム（11月19日、S1 NO.1 STYLE）
- 相部屋NTR 絶倫上司と新入社員が朝から晩まで、不倫セックスに明け暮れた出張先の夜（12月19日、S1 NO.1 STYLE）[9]

#### 2021年
- 女子生徒淫湿調教レ●プ 制服マニアの中年男たちにひたすら犯●れ続けて…（1月19日、S1 NO.1 STYLE）
- ネットで知り合った今どき女子●生と制服好きオヤジの密会わいせつ性行為（2月7日、S1 NO.1 STYLE）
- 一ヶ月間の禁欲の果てに彼女のルームメイト2人と浮気SEXだけに没頭した彼女不在の3日間。葵つかさ 乙白さやか（2月19日、S1 NO.1 STYLE）
- そばに彼女がいるのに背後からの耳元ささやき乳首責めで僕を狂わせる彼女の小悪魔妹 乙白さやか　(3月20日、S1 NO.1 STYLE)
- 娘の友達に愛された父親、祖父と4人の兄弟 一軒家で男だらけの絶倫遺伝子大家族とハメまくり　（4月19日、S1 NO.1 STYLE）
- 男子生徒にズタボロにされた後に教師にまた犯される…  屈辱の追撃イカされレ●プ （5月19日、S1 NO.1 STYLE）
- オレの事を好きで堪らない言いなり愛人と精子カラッカラになるまでハメまくる一晩6発不倫旅行（6月19日、S1 NO.1 STYLE）
- 乙白さやか初ベスト S1デビュー1周年記念最新11タイトル8時間スペシャル（7月7日、S1 NO.1 STYLE）
- 無自覚なフリして股間チラ見せ誘惑ミニスカ小悪魔セラピストの極上焦らし密着リップサロン（7月19日、S1 NO.1 STYLE）
- おじさん嫌いな女子大生も一カ月禁欲すればキモオヤジ相手にみっともないほどイキまくる説（8月19日、S1 NO.1 STYLE）
- 乳首責めで喘ぐM男君の乳首がバカになるまでこねくり連射サービス（9月28日、S1 NO.1 STYLE）
- 10年前は真面目でウブだった教え子に今では一晩で何発も射精されています。（10月26日、S1 NO.1 STYLE）
- 744時間の完全禁欲に耐え解放後の追い焦らしにムラムラ感度MAX！抜かずのハメっ放し激ヤバ覚醒アクメ（11月23日、S1 NO.1 STYLE）
- ベロと手足の超絶テク乳首いじりで焦らし倒してカラ欠になるまで搾り取る限界射精メソッド（12月28日、S1 NO.1 STYLE）

### アダルトVR
- 初VR作品!! 乙白さやかを完全独占! 人気AV女優がボクだけに見せるチュー顔＆イキ顔 最高の密着距離でひたすらSEXに没頭する究極同棲VR　（2021年3月21日、S1 NO.1 STYLE）
- リアル制服お散歩 激カワ8頭身に超美脚! ハイスペック制服少女のパンチラ・ふともも堪能するアブノーマル性交（2021年4月23日、S1 NO.1 STYLE）
- 全コーナー完全ノーカット 【新感覚】交わる体液、濃密セックスVR 乙白さやか（2021年5月27日、S1 NO.1 STYLE）
- 彼女がいるのに密着ささやき淫語と乳首責めで僕を狂わせる彼女の小悪魔妹VR（2021年8月19日、S1 NO.1 STYLE）
- 天井特化×乙白さやか×ASMRシチュエーション 骨折したら憧れの脚長クラス委員長が何もできない僕に面会時間の制限内で全力ヌキヌキ8発ドッピュン（2021年11月26日、S1 NO.1 STYLE）
- ハーフミラー越しに彼女がいるのに大胆不敵に痴女られるペア個室NTRエステ 乙白さやか（2022年1月20日、S1 NO.1 STYLE）

### イメージDVD
- Sayaka White angelic doll（2020年6月4日、REbecca）
- DEAR ANGEL（2020年12月4日、ファインピクチャーズ）
- かわいいカラダ　(2021年3月23日、Precious Beauty)

## 書籍

### デジタル写真集
- Sayaka White angelic doll（2020年10月23日、REbecca）
- 週刊ポスト デジタル写真集 ビースターANGELS 全裸三姉妹 天使もえ 戸田真琴 乙白さやか（2020年8月24日、小学館、撮影：藤本和典）- 芸能事務所『Bstar』所属女優によるデジタル写真集。
- DEAR ANGEL デジタル写真集 乙白さやか（2021年1月9日、ファインピクチャーズ、撮影：SHOOTING STAR）
- ギリギリ★あいどる倶楽部 「可愛くてHなカラダ」 乙白さやか 写真集（2021年11月18日、ラビリンス）

### 写真集
- らぶぱら 乙白さやか（2021年4月9日、竹書房、撮影：マキハラススム）ISBN 9784801925502

### 雑誌
- 月刊FANZA 2020年10月号（ジーオーティー） - インタビュー「HATSUMONO!」
- 週刊ポスト 2020年9月4日号（小学館） - 袋とじ「マインズVSビースター ヘアヌード夏の陣」

## 出演

### テレビ
- 今日のあまつか #60,#61,#65（2020年7月19日,8月16日,12月16日、エンタ!959）
- まこりんレディオ #4（2020年11月16日、エンタ!959）

### ウェブテレビ
- 志村&鶴瓶のあぶない交遊録 大最終回スペシャル（2021年1月2日、ABEMA） - リモート美女・さやまる 役　※テレビ朝日でもダイジェスト放送

### 映画
- 義父と未亡人 一夜だけの秘め事（2021年8月13日、オーピー映画） ‐ 東あずみ 役
  - こぼれ落ちた夜（2021年11月9日、オーピー映画）※一般上映版